# 棉花糖 (组合)
棉花糖是由沈聖哲（綽號：老闆）與莊鵑瑛（綽號：小球）組成的台灣獨立流行音樂雙人组合。沈聖哲為團長、吉他手、作曲詞人及製作人，小球則為主唱及作曲詞人。2013年棉花糖宣布暫時休團，團員各自發展；2021年1月14日在臉書粉絲頁與Instagram釋出「katncandix2.0」訊息。

## 簡介
莊鵑瑛在真理大學的一場音樂競賽中，遇見擔任評審的沈聖哲，由於沈聖哲對莊鵑瑛的欣賞，成立了「棉花糖」這個雙人組合。他們表示，棉花糖這團名是因聖哲感覺小球的聲音軟綿綿好像棉花糖一樣所以取名為棉花糖。成立初期，考上台北市街頭藝人執照，於台北市街頭表演，並積極創作歌曲。
棉花糖於2007年5月30日成立。2012年離開亞神音樂並自組工作室，名為貳參柒伍工作室。貳參柒伍工作室的名字是來自沈聖哲和莊鵑瑛一起合作的第一首歌名：《2375》。
發行《小飛行》及《再見王子》專輯後棉花糖走遍全台灣，在台中南北的LIVE HOUSE舉辦巡迴演唱。每一場LIVE HOUSE表演都坐無虛席，加場不斷、甚至在2012年6月9日完成在台北國際會議中心的首場大型演唱會，門票亦全數售罄。棉花糖更被批踢踢網友票選為「這輩子一定要聽過現場的樂團」之一。

## 年表

### 成團
2007年
- 5月30日，棉花糖_katncandix2 正式組成。
- YAMAHA CUXI 街頭輕魅力音樂站(南區) 第二名。
- 台北市文化局核准之街頭藝人。

2008年
- 1月11日，自費發行首張限量創作單曲2375，收錄2375等三首歌曲。
- 獲得行政院樂團補助金製作全創作專輯《小飛行》。
- 受邀至新聞局舉辦之第2屆台灣樂團節演出。
- 受邀為日本樂團「Mondialito夢的雅朵」台灣演唱會之暖場樂團。
- 春天吶喊音樂季演出。
- 海洋音樂祭海洋大賞會前賽入圍。
- 2008簡單生活節音樂自在舞台決賽入圍。
- 單曲_2375，收入於2008 Simple Life合輯。
- 舉行“七彩巡迴棉花糖”全台灣誠品八站巡迴。
- 舉行棉花糖首次交換卡片活動(主動參與人數：50人)。

### 亞神音樂時期
2009年
- 5月1日，與亞神音樂簽約並正式發行第一張專輯《小飛行》。
- 中國湖南衛視節節高聲節目中獲得季冠軍。
- 第四屆A8原創中國音樂盛典「年度最佳新人(港台)」。[5]
- 新加坡Fresh music Awards音樂評選大獎年度「最佳新音樂團體」。
- 入選博客來「年度百大專輯」。
- 小飛行專輯為全台首張唱片結合虛擬實境(AR)技術之專輯。
- 受邀至台北國立故宮博物院週末搖滾月演出團體。
- 參與「第3屆小草地音樂節」演出。
- 春天吶喊音樂季主舞台演出。
- 舉行「熱血街頭環島計劃」連續十五天不間斷巡迴活動。
- 舉行「在B612，我們愉快談天並歌唱」全台校園座談活動。
- 舉行「暢遊北京，街頭巡迴」活動。
- 舉行棉花糖第2屆交換卡片活動(主動參與人數：800人)。

2010年
- 5月14日，發行第二張專輯《再見王子》。
- 獲選大陸光線音樂榜「最佳新人組合獎」。
- 9+2音樂先鋒榜「年度最佳樂隊組合獎」。
- 新加坡FESTIVA音樂節台灣樂團演出代表。
- 《小飛行》專輯作品入圍2010年台灣第21屆金曲獎「最佳演唱組合獎」。[6]。
- 獲得音樂風雲榜最佳新人專輯獎。
- 擔任公視「他們在畢業的前一天爆炸」電視劇/電影 音樂總監。
- 知名服飾品牌moss年度代言人。
- 香港Green Live音樂節受邀演出。
- 簡單生活節Simple Life演出。
- 受邀至新加坡「小瘋狂音樂季」演出。
- 大陸十天八城市Live House巡廻演出：(北京->上海->杭州->南京->武漢->廣州->長沙->成都)。
- 舉行棉花糖第3屆交換卡片活動(主動參與人數：1500人)。

2011年
- 成立貳參柒伍工作室。
- 《再見王子》專輯第二度入圍第22屆金曲獎「最佳演唱組合獎」。[7]
- 再見王子專輯，獲選「2010 INDIEVOX 台灣最佳獨立專輯」。
- 獲得新加坡Freshmusic Awards 2011 最佳組合獎(連續第三年獲得Freshmusic Awards)。
- 舉行「哈囉，妳/你好嗎？」環島旅人計劃 全台巡迴演出活動(巡迴9場，全數SOLD OUT!!!)。
- 舉行「在B612，我們愉快談天並歌唱」Part2校園座談活動。
- 受邀至新加坡「暢玩星空下音樂節」演出。[8]
- 入圍台灣2011年第46屆電視金鐘獎，「他們在畢業的前一天爆炸」電視劇-音效獎 蔡瀚陞、陳炫宇、沈聖哲、廖偉傑。
- 舉行「2011秋天音樂分享會」(巡迴6場)。
- 舉行棉花糖第4屆交換卡片活動(主動參與人數：2000人)。

2012年
- 1月1日舉辦了「登不上太空船，於是我們瘋狂夜唱」，從半夜唱到天亮，外加交換禮物與簽名至翌日9點30分左右結束，為一創舉。
- 1月19日舉辦了「哈囉，妳/你好嗎？」環島旅人計劃 最終加演場，在非假日且過年前夕仍吸引歌迷到場支持。此為第一次以專場身分踏上legacy舞台
- 再度受邀參加新加坡「小瘋狂音樂季」演出。
- 6月9日舉辦首場TICC幸運兒演唱會，門票售罄。
- 7月7日 在「2012 桃園好客海洋音樂祭」演出再見王子等曲目。
- 10月27日 在高雄「2012大彩虹音樂節」演出過往專輯與「不被瞭解的怪人」專輯部份曲目。
- 12月舉辦了「不被瞭解的怪人 怪人盛宴」（台北&台中共2場）

2013年
- 1月3日舉辦了「一年之初 快樂派對」在台北 Neo Studio
- 2月28日舉辦了「28年華 莊阿球生日快樂會」在Legacy Taipei 傳 音樂展演空間
- 以《不被瞭解的怪人》專輯第三度入圍第24屆金曲獎「最佳演唱組合獎」
- 5月31日宣布暫時休團。[9]
- 8月30日，發行第一張演唱會紀實BD/DVD《幸運兒 2012TICC演唱會紀實》

2014年
- 3月22日，發行 《向晚的迷途指南》 單曲
- 3月22日，發行 《幸運兒 2012TICC演唱會紀實》LIVE CD (2CD)

### 環球音樂時期
2021年
- 2月26日，發行《親愛的朋友》 單曲
- 3月26日，發行《我常常想起你》 單曲
- 4月4日，舉辦了「棉花糖_katncandix2_2021『哈囉，你好嗎？』環島旅人計劃 拾週年復刻場」在Legacy Taipei 傳 音樂展演空間
- 4月16日，發行《我們來拍張照》 單曲
- 5月7日，發行第四張專輯《一切都是爲了與你相遇》（4月23日正式預購）

## 其他經歷
曾參與製作阿密特、羅志祥、蔡依林、S.H.E、卓文萱、梁文音等......藝人專輯。

## 音樂作品

### 錄音室專輯
| 專輯名稱             | 發行媒體 | 發行日期   | 曲目 |
| 小飛行               | CD       | 2009-05-01 | 曲序 01 小飛行 02 陪你到世界的終結 03 我們都一樣 04 一朵徽章 05 女孩 06 請幫我愛他 07 B612 08 遍地開花 09 欠一個勇敢 10 未來? Bonus track [2375]                                       |
| 再見王子             | CD       | 2010-05-14 | 曲序 01 好日子 02 貳拾貳 03 怎麼說呢? 04 馬戲團公約 05 Shall we HOPE 06 有禮的謊 07 再見王子 08 變成你們喜歡的我 09 時空膠囊 10 追憶逝水年華 11 回不去的旅人                           |
| 不被瞭解的怪人       | CD       | 2012-11-14 | 曲序 01 不被瞭解的怪人 02 地球沒有家 03 東京下雨了 04 深黑的河 05 WHYWHYWHY 06 新世界 07 你一半我一半 08 轉啊轉 09 你的肩膀我的遠方 10 擁有 11 100個太陽月亮                           |
| 一切都是為了與你相遇 | CD       | 2021-05-07 | 曲序 01 親愛的朋友 02 陪你做夢 03 我們來拍張照 04 明天會好（我還是這麽相信） 05 你來自星星 06 我常常想起你 07 在我心裡最好的地方安置 08 一切都是為了與你相遇 09 唱完這首歌 10 不負此生 |

### EP
| 專輯名稱              | 發行媒體 | 發行日期   | 曲目                                             |
| 2375                  | CD       | 2008-4-21  | 曲序 01 家 02 2375 03 X2 04 你的力量 05 幸福的花 |
| 等地球爆炸            | CD       | 2011-12-9  | 曲序 01 一起等地球爆炸吧 02 等地球爆炸           |
| 無以名狀的快樂與悲傷  | CD       | 2011-12-23 | 曲序 01 無以名狀的快樂與悲傷 02 逗號             |
| 親愛的限量(限量Demo1) | CD       | 2012-12    | 曲序 01 說再見 02 給孩啊                         |
| 向晚的迷途指南        | CD       | 2014-3-21  | 曲序 01 向晚的迷途指南                           |

### 實況專輯
| 專輯名稱                  | 發行媒體  | 發行日期  | 曲目 |
| 幸運兒 2012TICC演唱會紀實 | CD/BD/DVD | 2013-8-30 | 曲序 01 Opening 02 幸福的花+逗號 03 有禮的謊 04 變成你們喜歡的我 05 無以名狀的快樂與悲傷 06 怎麼說呢？ 07 你的力量 08 傻子 09 瘋子 10 一起等地球爆炸吧 11 陪你到世界的終結 12 如果你感覺到黑暗 13 一朵徽章 14 地球沒有家 15 WHYWHYWHY 16 Shall We Hope？ 17 未來？ 18 再見王子 19 回不去的旅人 20 轉啊轉 21 時空膠囊 22 是因為光明就要來了 23 金色海洋 24 小飛行 25 馬戲團公約 26 B612 27 欠一個勇敢 28 貳拾貳 29 遍地開花 30 好日子 31 我們都一樣 32 2375 33 To Be Continued... |

### 單曲
| 發行年份 | 名稱   | 備註      |
| 2021年   | 不怪他 | feat 鄭興 |

## 短片作品
2012年 鄭有傑 - 《(不再)平凡的幸福》反核短片

## 獎項紀錄
| 年份 | 屆次         | 專輯               | 獎項           | 入圍               | 結果 |
| ---- | ------------ | ------------------ | -------------- | ------------------ | ---- |
| 2010 | 第21屆金曲獎 | 《小飛行》         | 最佳演唱組合獎 | 《小飛行》         | 提名 |
| 2011 | 第22屆金曲獎 | 《再見王子》       | 最佳演唱組合獎 | 《再見王子》       | 提名 |
| 2013 | 第24屆金曲獎 | 《不被瞭解的怪人》 | 最佳演唱組合獎 | 《不被瞭解的怪人》 | 提名 |